# Wiki Loves Earth

Logo di Wiki Loves Earth

Wiki Loves Earth (WLE) è un concorso fotografico internazionale che si tiene ogni anno a maggio e giugno, organizzato da membri della comunità di Wikimedia. I volontari caricano  le foto del patrimonio naturale e paesaggistico dei paesi partecipanti.
L'obiettivo dell'evento è quello di valorizzare le aree protette dei paesi partecipanti scattando foto del loro patrimonio naturale e paesaggistico e caricandole su Wikimedia Commons con una licenza libera.
Il primo concorso di Wiki Loves Earth si è tenuto nel 2013 in Ucraina ed è diventato internazionale l'anno successivo. Nel 2019 hanno partecipato al concorso trentasette paesi.

## Vincitori
| Anno | Fotografo           | Nazione    | Descrizione                                                                         |
| ---- | ------------------- | ---------- | ----------------------------------------------------------------------------------- |
| 2013 | Krasnickaja Katya   | Ucraina    | Alba nella riserva naturale Ai-Petri Yaila.                                         |
| 2014 | Balkhovitin         | Ucraina    | Vista del Parco naturale nazionale dei Carpazi dall'Hoverla in Ucraina              |
| 2015 | Zaeem Siddiq        | Pakistan   | Shangrila Resort, nel Parco Nazionale del Karakorum Centrale                        |
| 2016 | Cedomir Zarkovic    | Serbia     | Grotta di Stopića nel massiccio dello Zlatibor                                      |
| 2017 | Sergey Pesterev     | Russia     | Isola di Ogoj in inverno (parco nazionale di Pribaykalski)                          |
| 2018 | Ekaterina Vasyagina | Russia     | Tramonto a Capo Stolbchaty nell'isola russa di Kunašir (riserva naturale di Kurils) |
| 2019 | Sven Damerow        | Germania   | Calopteryx splendens su un dente di leone nel lago di Gülper See (Brandeburgo)      |
| 2020 | Touhid biplob       | Bangladesh | Esemplari di Sturnia malabarica nel Parco Nazionale di Satchari (Bangladesh)        |

## Statistiche
| Anno | Paesi | Foto caricate | Partecipanti |
| ---- | ----- | ------------- | ------------ |
| 2013 | 1     | 9 695         | 346          |
| 2014 | 14    | 62 541        | 2 889        |
| 2015 | 25    | 104 201       | 8 837        |
| 2016 | 24    | 109 936       | 13 187       |
| 2017 | 36    | 130 482       | 15 074       |
| 2018 | 32    | 89 683        | 7 645        |
| 2019 | 37    | 94 699        | 9 699        |
| 2020 | 34    | 106 240       | 9 095        |
| 2021 | 33    | 62 522        | 4 341        |